# Karen Attard
Karen Attard es una escritora, poetisa, australiana de género fantástico y cuento.

## Biografía
El primer trabajo de Attard que se publicó fue en 1975 con un poema publicado por Meuse Press, Like an Omen. En 1995, publicó una colección de poética publicada por Five Islands Press Archivado el 31 de mayo de 2014 en Wayback Machine. titulada Whisper Dark y una corta historia, Harvest Bay que fue presentado en la revista Eidolon magazine. Harvest Bay ganó el 1995 Galardón Aurealis por Mejor Cuento Fantástico. En 1997, lanzó dos historias cortas que ambos fueron presentados en la revista Eidolón.
A fines de los 1990, fue estudiante de posgrado en la Universidad de Western Sydney (Nepean),

## Obra

### Colecciones
- Whisper Dark (1995)

### Poemas
- Like an Omen (1975)

### Cortas historias
- "Harvest Bay" (1995) en  Eidolon, primavera 1995
- "A Momentary Brightness" (1997) in Eidolon, N.º 24, otoño 1997
- "Extracts from a Chronicle" (1997) in Eidolon, n.º 25/26, primavera 1997